# カデーオ
カデーオ（伊: Cadeo）は、イタリア共和国エミリア＝ロマーニャ州ピアチェンツァ県にある、人口約6,000人の基礎自治体（コムーネ）。

## 地理

### 位置・広がり

#### 隣接コムーネ
隣接するコムーネは以下の通り。括弧内のPRはパルマ県所属を示す。
- カルパネート・ピアチェンティーノ
- コルテマッジョーレ
- フィオレンツオーラ・ダルダ
- ポンテヌーレ

### 気候分類・地震分類
カデーオにおけるイタリアの気候分類 (it) および度日は、zona E, 2620 GGである。
また、イタリアの地震リスク階級 (it) では、zona 3 (sismicità bassa) に分類される。

## 行政

### 分離集落
カデーオには、以下の分離集落（フラツィオーネ）がある。
- Fontana Fredda, Roveleto, Saliceto, Contradone di Sopra, Contradone di Sotto, La Chiusa.

## 姉妹都市
- Marsaxlokk、マルタ